# Vřesník (Wysoki Jesionik)
Vřesník (historyczna nazwa niem. Breite Kamp) – szczyt (góra) o wysokości 1343 m n.p.m. (podawana jest też wysokość 1342,2 m n.p.m.   lub 1342 m n.p.m. ) w paśmie górskim Wysokiego Jesionika (cz. Hrubý Jeseník), w północno-wschodnich Czechach, w Sudetach Wschodnich, na Morawach, w obrębie gminy Vernířovice, oddalony o około 5,1 km na południowy zachód od szczytu góry Pradziad (cz. Praděd). Rozległość góry (powierzchnia stoków) szacowana jest na około 1,8 km², a średnie nachylenie wszystkich stoków wynosi około 14°.

## Charakterystyka

### Lokalizacja

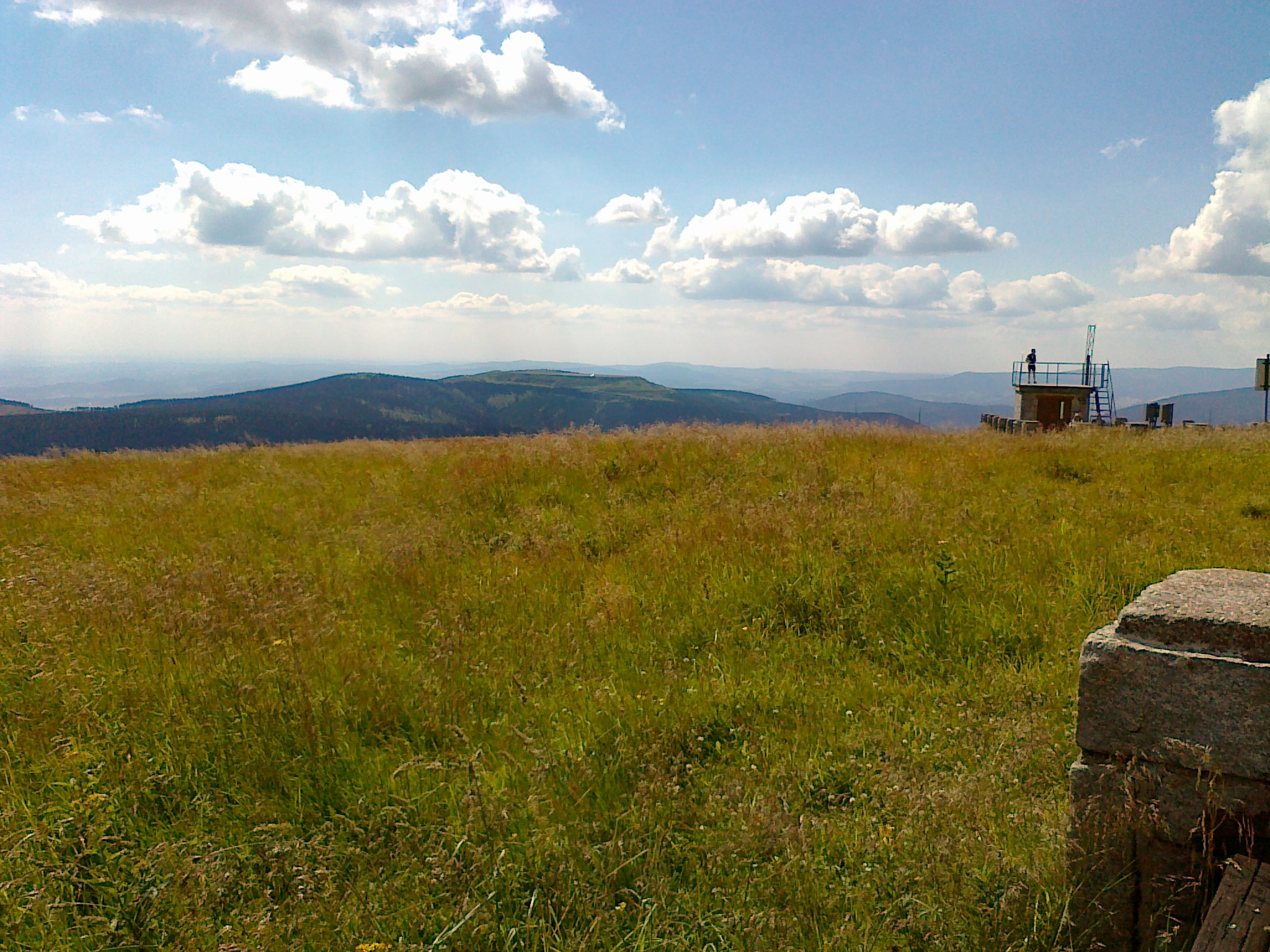
Widok ze szczytu góry Pradziad na góry: Vřesník, Dlouhé stráně (nad nią szczyt Mravenečníka), Kamenec (1) i Medvědí hora (na nią słabo widoczny szczyt góry Ucháč) (2015 rok)

Góra Vřesník położona jest nieco na południowy zachód od centrum całego pasma Wysokiego Jesionika, leżąca w części Wysokiego Jesionika, w północno-zachodnim obszarze (mikroregionu) o nazwie Masyw Pradziada (cz. Pradědská hornatina) oraz usytuowana na jego łukowatym, grzbiecie bocznym, ciągnącym się od góry Hubertka do przełęczy Vlčí sedlo. Vřesník jest górą dobrze rozpoznawalną nawet z daleka, bowiem położona jest na południowy wschód, niedaleko charakterystycznej góry Dlouhé stráně, mającej zrównany kształt połaci szczytowej zaadaptowanej na zbiornik wodny, przypominającej kształtem trapez. Góra mająca kopulasty kształt połaci szczytowej  ma mocno wydłużony grzbiet na kierunku północny wschód – południowy zachód o nazwie Široký hřbet i jest widoczna z lewej strony, patrząc od połaci zbiornika wodnego w rozpoznawalnych trzech górujących szczytach (od prawej: Mravenečník – Dlouhé stráně – Vřesník), mających tę samą niemal wysokość. Ponadto szczyt góry jest dobrze widoczny z drogi okalającej połać szczytową góry Pradziad, gdzie wyłania się z lewej strony łatwo rozpoznawalnego szczytu góry Dlouhé stráně. Łatwo ją również dostrzec i zlokalizować z najbliższych wspomnianych szczytów gór Dlouhé stráně i Mravenečník oraz szczytów grzbietu głównego góry Pradziad: Jelení hřbet, Břidličná hora czy Pecný.
Górę ograniczają: od północnego zachodu przełęcz Pláň w kierunku szczytu Dlouhé stráně, od północy i północnego wschodu doliny nienazwanych potoków, będących dopływami potoku Jezerná, od wschodu przełęcz o wysokości 1268 m n.p.m. w kierunku szczytu Malá Jezerná oraz dolina potoku Merta, od południowego wschodu przełęcz o wysokości 1188 m n.p.m. w kierunku szczytu Homole–SV, od południa żleb o nazwie Kančí žleb oraz od południowego zachodu dolina potoku Studený potok (2). W otoczeniu góry znajdują się następujące szczyty: od północnego zachodu Mravenečník i Dlouhé stráně, od północnego wschodu Tupý vrch, od wschodu Malá Jezerná, od południowego wschodu Velká Jezerná–J, Hubertka, Homole–SV i Homole, od południowego zachodu Jestřábí vrch, Jestřábí vrch–JZ, Rudná hora i Kozí hřbet oraz od zachodu Čepel.

### Stoki
W obrębie góry można wyróżnić pięć następujących zasadniczych stoków:
- północno-zachodni
- północno-wschodni
- wschodni
- południowo-wschodni
- południowo-zachodnie o nazwach Široký hřbet, Úzský hřbet

Występują tu wszystkie typy zalesienia: bór świerkowy, las mieszany oraz las liściasty, przy czym istnieje zróżnicowanie zalesienia zależne od położenia i usytuowania stoku. Górne partie stoków w pobliżu połaci szczytowej pokryte są łąką wysokogórską, natomiast w miarę obniżania wysokości przechodzą w bór świerkowy, a na stokach południowo-zachodnich pojawiają się w niższych partiach obszary pokryte lasem mieszanym, a nawet lasem liściastym. Wszystkie stoki charakteryzują się znaczną zmiennością wysokości zalesienia, z występującymi znacznymi przerzedzeniami, polanami, a nawet ogołoceniami. W obrębie góry brak jest grup skalnych czy większych pojedynczych skalisk.
Stoki mają stosunkowo jednolite, na ogół łagodne i zróżnicowane nachylenia. Średnie nachylenie stoków waha się bowiem od 5° (stok północno-zachodni) do 20° (stoki południowo-zachodnie). Średnie nachylenie wszystkich stoków góry (średnia ważona nachyleń stoków) wynosi około 14°. Maksymalne średnie nachylenie stoku południowo-zachodniego w pobliżu zielonego szlaku rowerowego , na wysokościach około 1160 m n.p.m. na odcinku 50 m nie przekracza 40°. Stoki pokryte są siecią dróg na których wytyczono szlaki rowerowe oraz na ogół nieoznakowanych, nielicznych ścieżek. Przemierzając je zaleca się korzystanie ze szczegółowych map, z uwagi na zawiłości ich przebiegu, zalesienie oraz zorientowanie w terenie.

### Szczyt

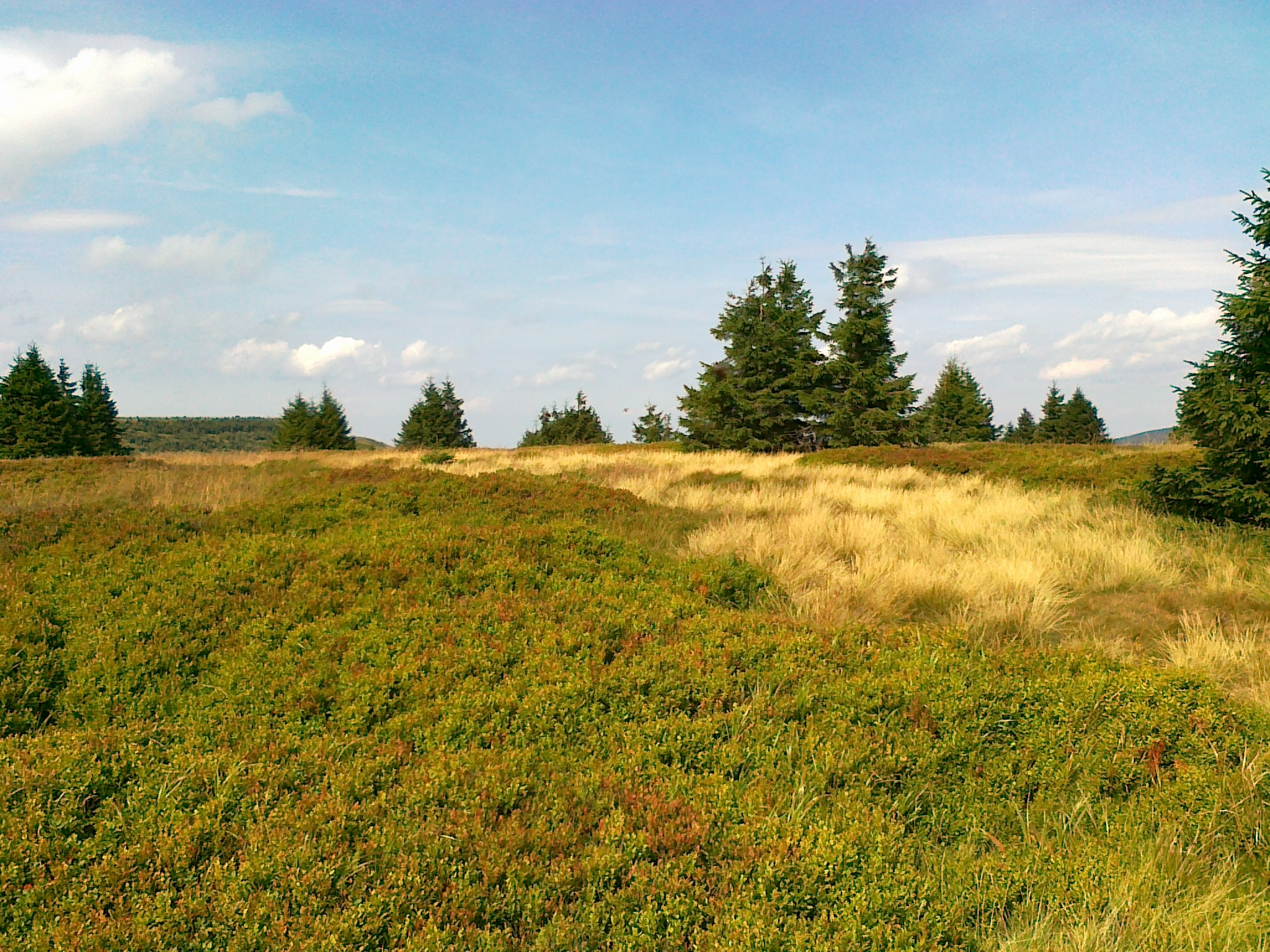
Połać szczytowa góry Vřesník (2017 rok)

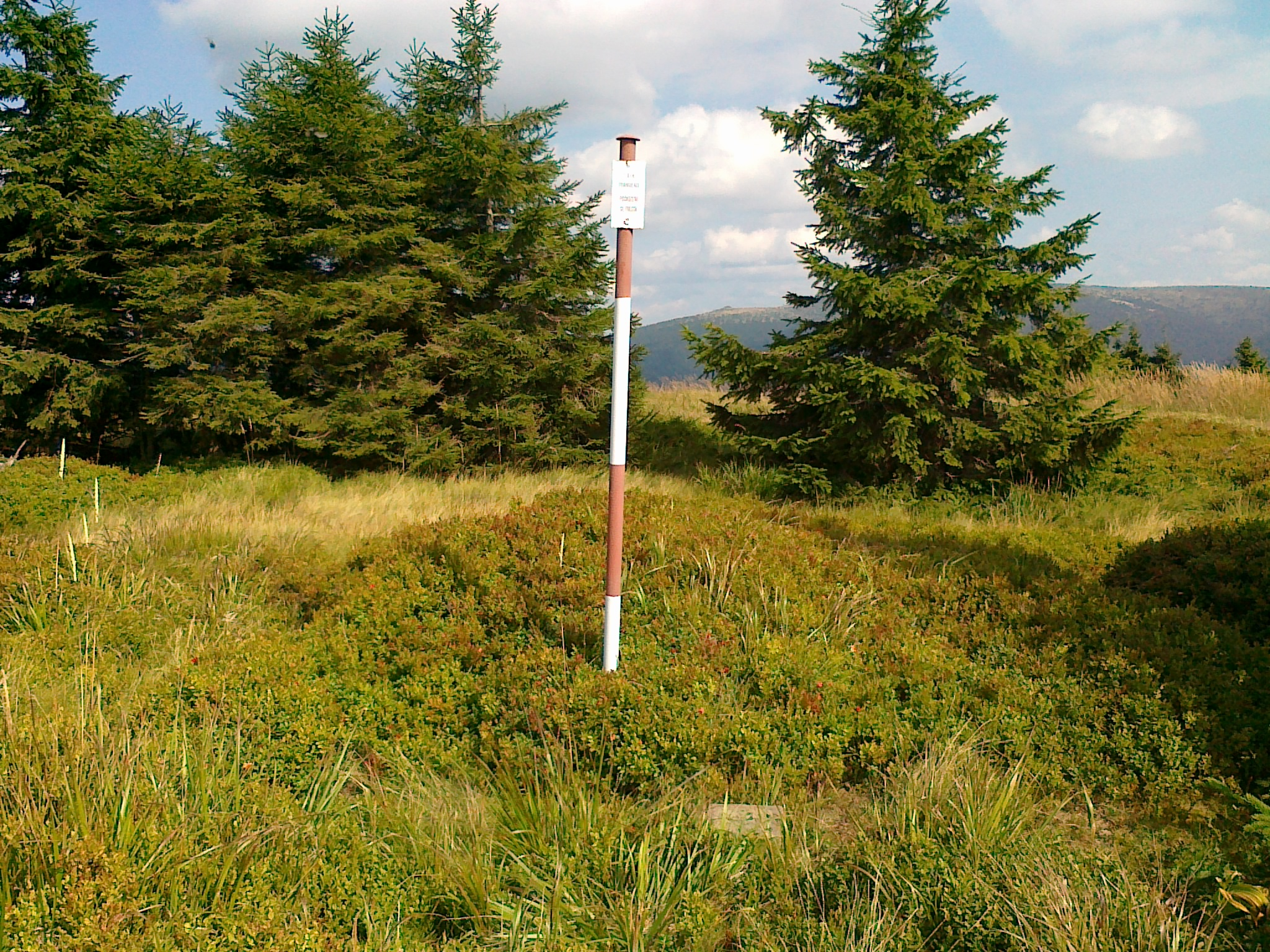
Punkt geodezyjny na połaci szczytowej góry Vřesník (2017 rok)

W przeszłości połać szczytowa oraz górne części stoków były miejscem prowadzenia działalności pasterskiej. Vřesník jest górą o pojedynczym szczycie. Na szczyt nie prowadzi żaden znakowany szlak turystyczny. Odkryta połać szczytowa położona jest na łące, na której znajdują się pojedyncze świerki, pokryta trawą wysokogórską oraz bardzo popularną rośliną, występującą niemalże na całym obszarze gór Wysokiego Jesionika, a mianowicie borówką czarną. Połać szczytowa jest wybitnym punktem widokowym. Na połaci szczytowej znajduje się punkt geodezyjny, oznaczony na mapach geodezyjnych numerem (31.), o wysokości 1342,15 m n.p.m. oraz współrzędnych geograficznych (50°04′02,41″N 17°09′51,38″E/50,067336 17,164272), z widocznym koło niego zamontowanym stalowym słupkiem, pomalowanym na przemian w poziome pasy białe i czerwone, ostrzegającym przed jego zniszczeniem z tabliczką, z napisem Státní triangulace Poškození se trestá, oddalony o około 30 m na południe od szczytu. Państwowy urząd geodezyjny o nazwie (cz. Český úřad zeměměřický a katastrální (CÚZK)) w Pradze podaje jako najwyższy punkt góry – szczyt – o wysokości 1342,9 m n.p.m. i współrzędnych geograficznych (50°04′03,4″N 17°09′51,6″E/50,067611 17,164333). 
Dojście do szczytu następuje z zielonego szlaku rowerowego  oraz skrzyżowania turystycznego o nazwie Malá Jezerná z podaną na tablicy informacyjnej wysokością 1265 m, skąd biegnie – niemalże w linii prostej – stokiem wschodnim góry nieoznakowana ścieżka. Należy nią przejść odcinek o długości około 300 m, a następnie skręcić w lewo, dochodząc orientacyjnie po około 150 m do połaci szczytowej.

### Geologia
Pod względem geologicznym masyw góry Vřesník należy do jednostki określanej jako kopuła Desny i zbudowany jest ze skał metamorficznych, głównie: gnejsów (biotytów i muskowitów) oraz amfibolitów.

### Wody
Grzbiet główny (grzebień) góry Pradziad, biegnący od przełęczy Skřítek do przełęczy Červenohorské sedlo oraz dalej do przełęczy Ramzovskiej (cz. Ramzovské sedlo) jest częścią granicy Wielkiego Europejskiego Działu Wodnego, dzielącej zlewiska Morza Bałtyckiego i Morza Czarnego . 
Szczyt wraz ze stokami położony jest na północny zachód od tej granicy, należy więc do zlewni Morza Czarnego, do którego płyną wody m.in. z dorzecza Dunaju, będącego przedłużeniem płynących z tej części Wysokiego Jesionika górskich potoków (m.in. płynących w pobliżu góry potoków: Jezerná, Merta czy Studený potok (2)). Ze stoku południowo-zachodniego bierze swój początek nienazwany potok, będący dopływem wspomnianego potoku o nazwie Studený potok (2). Ponadto na granicy stoku północno-wschodniego, wokół doliny nienazwanego potoku, blisko przełęczy w kierunku szczytu Malá Jezerná znajduje się znaczny, podmokły obszar torfowiskowy. Z uwagi na stosunkowo łagodne nachylenia stoków, w obrębie góry nie występują m.in. wodospady czy kaskady.

## Ochrona przyrody
Szczyt ze stokami znajduje się w obrębie wydzielonego obszaru objętego ochroną o nazwie Obszar Chronionego Krajobrazu Jesioniki (cz. Chráněná krajinná oblast (CHKO) Jeseníky), a utworzonego w celu ochrony utworów skalnych, ziemnych i roślinnych oraz rzadkich gatunków zwierząt. Na stokach nie utworzono żadnych rezerwatów przyrody lub innych obiektów nazwanych pomnikami przyrody. 
W celu ochrony unikalnego ekosystemu przez górę wyznaczono w 2000 roku z osady Švagrov okrężną ścieżkę dydaktyczną o nazwie (cz. Lesní ekostezka Švagrov), o długości 4,5 km, która częściowo przebiega stokami południowo-zachodnimi góry:
 Švagrov – Švagrovské údolí – góra Vřesník – góra Homole – góra Jestřabí vrch – Švagrov (z 12 stanowiskami obserwacyjnymi na trasie)

## Turystyka
W obrębie szczytu i stoków nie ma żadnego schroniska turystycznego lub hotelu górskiego. W odległości około 2,5 km na południowy wschód od szczytu, na stoku góry Hubertka położona jest chata Františkova myslivna z ograniczoną bazą noclegową, dysponująca tylko 16 miejscami (własność prywatna). Ponadto do bazy turystycznej przy drodze Hvězda – Pradziad jest od szczytu około 4,8 km w kierunku północno-wschodnim, gdzie położone są następujące hotele górskie i schroniska turystyczne:
- na wieży Pradziad: hotel Praděd oraz na stoku góry Pradziad hotel górski Kurzovní chata i schronisko Barborka
- na stoku góry Petrovy kameny hotele górskie: Ovčárna i Figura oraz schronisko Sabinka

Do najbliższej miejscowości Loučná nad Desnou z bazą hoteli i pensjonatów, jest od szczytu około 5 km w kierunku zachodnim.
U podnóża stoku południowo-zachodniego góry, w odległości około 1,6 km na południowy zachód od szczytu, blisko ścieżki dydaktycznej (cz. Lesní ekostezka Švagrov) znajduje się chata o nazwie (cz. Pěnčíkova chata lub Alešova chata), ale nie ma ona charakteru typowego schroniska turystycznego, a którą zalicza się do tzw. chat łowieckich. Warto dodać, że przy zielonym szlaku rowerowym  ustawiono niewielką budkę turystyczną (cz. Posed pod Vřesníkem).

### Szlaki turystyczne i rowerowe oraz trasy narciarskie
Klub Czeskich Turystów (cz. Klub Českých Turistů) nie wytyczył w obrębie góry żadnego szlaku turystycznego. Na stokach wyznaczono natomiast dwa szlaki rowerowe na trasach:
 Pod Ztracenými kameny – góra Pecný – góra Špičák – góra Jestřábí vrch – przełęcz Branka – góra Homole – góra Vřesník – góra Dlouhé stráně – góra Mravenečník – Kozí hřbet – góra Čepel – Uhlířská cesta
 Góra Mravenečník – Kamenec (1) – góra Dlouhé stráně – góra Vřesník – góra Homole – góra Vřesník – góra Dlouhé stráně – góra Mravenečník
W okresach ośnieżenia wzdłuż szlaków rowerowych przebiegają trasy narciarstwa biegowego. W obrębie góry nie poprowadzono żadnej trasy narciarstwa zjazdowego.